# Апрельская рыбка
«Апрельская рыбка» — французская кинокомедия с Бурвилем в главной роли.

## Сюжет
Эмиль (Бурвиль) работает автомехаником и давно обещает жене купить стиральную машину. Получив премию, он отправляется в универмаг, где становится жертвой навязчивого продавца рыболовных товаров и покупает вместо стиральной машины рыболовные снасти. В тот же день к нему в гараж заезжает Аннет, сестра его жены, на новом автомобиле (это «Панар» модели «Дина Юниор» 1954 года), подаренном ей очередным любовником. Во время разговора выясняется, что у Аннет нет водительских прав, поэтому Эмиль уговаривает её оставить машину у него во избежание неприятностей с дорожной полицией. Он обещает ей пригнать машину в выходные. Дома он не признаётся жене Шарлотте, что растратил деньги, а сам готовится к воскресной рыбалке.
В выходной он вместе с сыном едет на автомобиле Аннет в её новый дом, предоставленный ей всё тем же покровителем — Гастоном Прево, солидным женатым мужчиной. Пригнав машину, Эмиль отправляется порыбачить на реку, протекающую неподалёку. Там-то его и задерживает местный егерь (Луи де Фюнес). Оказывается, что Эмиль незаконно рыбачит в частных владениях, принадлежащих Гастону Прево. Эмиль, пытаясь выпутаться из этой истории, попадает в другую, не менее сложную: сначала он ведёт егеря в дом к Аннет, которая должна ему всё объяснить; там егерь видит фото владельца земли и звонит мадам Прево, чтобы сообщить об этом; мадам Прево устраивает мужу допрос, пытаясь выяснить, как его портрет мог оказаться в доме у молодой красотки, на что месье Прево отвечает, что Эмиль — его фронтовой друг, а Аннет — его жена, и фотография стоит в их доме в память об их дружбе. Растроганная мадам Прево приглашает Эмиля и Аннет на ужин. Эмилю ничего не остаётся, кроме как играть роль мужа Аннет. Но в то время, как он пытается избавить чужую жену от подозрений, у его собственной жены возникают подозрения в его верности…

## В ролях
- Бурвиль
- Луи де Фюнес
- Анни Корди
- Дениз Грей
- Шарль Деннер